# Luxembourgeois (peuple)
Cet article concerne le peuple. Pour la langue, voir Luxembourgeois.
Les Luxembourgeois forment un groupe ethnique germanique originaire du grand-duché de Luxembourg. Ils partagent une culture, une langue (le luxembourgeois) et une origine commune.
Les Luxembourgeois étaient, à l'instar des Autrichiens, historiquement considérés comme un sous-groupe ethnique régional d'Allemands de souche et se considéraient comme tels jusqu'à l'effondrement de la Confédération germanique. L'indépendance du Luxembourg, toujours en union personnelle avec les Pays-Bas, est reconnue après la signature du traité de Londres en 1839. L'union personnelle fut éphémère puisqu'elle fut dissoute de manière bilatérale en 1890,,.
Sur le plan juridique, tous les citoyens du Grand-Duché de Luxembourg sont considérés comme des Luxembourgeois au regard du droit luxembourgeois, bien qu'une identité ethnique germanique distincte soit expressément adoptée et promue. L'adjectif correspondant est en allemand : Luxemburgisch et en luxembourgeois : Lëtzebuergesch.

## Histoire
Pendant la Seconde Guerre mondiale, quelques Luxembourgeois affiliés à la Volksdeutsche Bewegung s'attachent à défendre la thèse que « les Luxembourgeois sont des allemands de langue et de race ».
En 1986, le grand-duc Jean de Luxembourg en tant que représentant du peuple luxembourgeois, reçoit le prix Charlemagne.

## Langue
Au début du XXIe siècle, les Luxembourgeois sont généralement trilingues et leurs conversations familiales quotidiennes se déroulent en luxembourgeois. Tandis que les Luxembourgeois sont capables de comprendre et parler l'allemand sans difficultés à partir d'un très jeune âge (dû aux similitudes du luxembourgeois à l'allemand), le français reste une langue incompréhensible jusqu'à l'âge de huit ans et ce n'est qu'après un apprentissage intensif à l'école et au lycée que les Luxembourgeois ne commencent à maîtriser cette langue. Cependant le français reste toujours une langue apprise et étrangère pour la plupart d'entre eux.  

## Diaspora
Au 30 avril 2018, les expatriés luxembourgeois se répartissent dans 57 pays du monde et représentent environ 61 300 personnes.